# Abd Allah Abu Buhayr ibn Nadjaixi
Abu-Buhayr Abd-Al·lah ibn Najaixí ibn Ghànim ibn Saman Assadi Nasri (segle viii) fou un funcionari del califat, de religió xiïta.
Fou governador d'Ahwaz (Khuzestan) sota el califa al-Mansur (754-775).